# Xã Keyapaha, Quận Tripp, South Dakota
Xã Keyapaha (tiếng Anh: Keyapaha Township) là một xã thuộc quận Tripp, tiểu bang Nam Dakota, Hoa Kỳ. Năm 2010, dân số của xã này là 22 người.